# Ricardo Krieger
Ricardo Krieger (Curitiba, 1949 - Curitiba, 1991) foi um artista plástico brasileiro.
Considerado um dos mais importantes artistas plásticos do Paraná, Krieger inspirava-se em cenas da sua cidade natal (Curitiba) e do litoral paranaense, principalmente a cidade de Paranaguá, para retratar seus quadros. A relevância de Ricardo Krieger se faz presente na quantidade de telas e quadros que fazem parte de importantes acervos públicos e particulares.